# Cyclosternum palomeranum
Cyclosternum palomeranum é uma espécie de aranha pertencente à família Theraphosidae (tarântulas).